# Kong Ju
Kong Ju (hangul: 공유, handzsa: 孔劉, RR: Gong Yu; népszerű átírással Gong Yoo; 1979. július 10.–) dél-koreai színész, a The 1st Shop of Coffee Prince című sorozattal lett ismert.

## Élete és pályafutása
A Kjonghi (Kyung Hee) Egyetemen végzett színház és színművészet szakon. Kisebb szerepeket kapott, első televíziós sorozata a School 4 volt 2001-ben. 2005-ben kapta első főszerepét a Hello My Teacher című sorozatban, ahol Kong Hjodzsin (Gong Hyo-jin) volt a partnere. A népszerűséget a The 1st Shop of Coffee Prince című sorozat hozta meg számára, amely rövid idő alatt a koreai hullám egyik sztárjává emelte.
2008. január 14-én bevonult katonának, 2009. december 8-án szerelt le.
Ezt követően Kong Dzsijong (Gong Ji-young) The Crucible című regényének filmes adaptációján dolgozott, mely Silenced címmel került a mozikba 2011-ben. A film megdöbbentette a nyilvánosságot, melynek hatására újravizsgálták a regény és a film által feldolgozott valós eseményt, melynek során egy vidéki speciális iskola halláskárosult diákjait szexuálisan bántalmazták a tanáraik és a település elöljárói, beleértve a rendőröket és az egyházat is, megpróbálták eltussolni az ügyet. A film által kirobbantott botrány hatására a dél-koreai parlament szigorított a kiskorúak és a fogyatékkal élők ellen elkövetett szexuális bűncselekményekkel foglalkozó törvényen.
Ezt követően a Hong nővérek által írt Big című sorozatban játszott I Mindzsong (Lee Min-jeong) oldalán 2012-ben.
2013-ban a A gyanúsított (The Suspect) című filmben egy észak-koreai kémet alakított.
2016-ban két kasszasiker filmben is játszott. A Vonat Busanba – Zombi expressz zombifilm nem csak 11 milliós nézettséget ért el, de több ország is megvette és nagy visszhangot váltott ki a nyugati, illetve a magyar médiában is. Ezt követően a The Age of Shadows című filmje is két hét alatt átlépte a 6 milliós nézőszámot. Ugyanebben az évben Kong (Gong) visszatért a televíziók képernyőjére is, Kim Unszuk (Kim Eun-sook) romantikus fantasysorozatában, melynek címe Guardian: The Lonely and Great God.

## Származása
A színész Konfuciusz kínai filozófus leszármazottja. A kokpu (gokbu)i Kong (Gong) klán tagjaként Konfuciusz 79. generációs leszármazottja.

## Filmográfia

### Filmek
| Év   | Cím                                       | Szerep                        | Megjegyzés                                                         |
| ---- | ----------------------------------------- | ----------------------------- | ------------------------------------------------------------------ |
| 2003 | My Tutor Friend                           | I Dzsongszu (Lee Jong-soo)    |                                                                    |
| 2004 | Spy Girl                                  | Cshö Gobong (Choi Ko-bong)    |                                                                    |
| 2004 | Superstar Mr. Gam                         | Pak Csholszu ( Park Chul-soo) |                                                                    |
| 2004 | S Diary                                   | Juin (Yoo-in)                 |                                                                    |
| 2005 | She's on Duty                             | Kang Nojong (Kang No-young)   |                                                                    |
| 2007 | Like a Dragon                             | Pak Cshol (Park Chul)         | a Yakuza videójáték adaptációja                                    |
| 2010 | Finding Mr. Destiny                       | Han Gidzsun (Han Gi-joon)     | A Finding Kim Dzsonguk (Kim Jong-wook) című musical megfilmesítése |
| 2011 | Silenced                                  | Kang Inho (Kang In-ho)        | A The Crucible című regény filmadaptációja                         |
| 2013 | A gyanúsított/Koreai rulett (The Suspect) | Csi Dongcshol (Ji Dong-chul)  |                                                                    |
| 2016 | A Man and a Woman                         | Kihong (Ki-hong)              |                                                                    |
| 2016 | Vonat Busanba – Zombi expressz            | Szogu (Seok-woo)              |                                                                    |
| 2016 | Árnyak ideje (The Age of Shadows)         | Kim Udzsin (Kim Woo-jin)      |                                                                    |

### Televíziós sorozatok
| Év   | Cím                                | Szerep                                                     | Csatorna |
| ---- | ---------------------------------- | ---------------------------------------------------------- | -------- |
| 2001 | School 4                           | Hvang Thejong (Hwang Tae-young)                            | KBS2     |
| 2002 | Whenever the Heart Beats           | Pak Cshanho (Park Chan-ho)                                 | KBS2     |
| 2002 | Hard Love                          | Szo Gjongcshol (Seo Kyung-chul)                            | KBS2     |
| 2003 | 20 Years                           | Szo Dzsun (Seo Joon)                                       | SBS      |
| 2003 | Screen                             | Kim Dzsunphjo (Kim Joon-pyo)                               | SBS      |
| 2003 | My Room, Your Room                 |                                                            |          |
| 2005 | Hello My Teacher                   | Thein (Park Tae-in)                                        | SBS      |
| 2006 | One Fine Day                       | Szo Gon (Seo Gun)                                          | MBC      |
| 2007 | The 1st Shop of Coffee Prince      | Cshö Hangjol (Choi Han-kyul)                               | MBC      |
| 2012 | Big                                | Szo Jundzse/Kang Gjongdzsun (Seo Yoon-jae/Kang Kyung-joon) | KBS2     |
| 2013 | Dating Agency: Cyrano              | mágus (cameo, 9. rész)                                     | tvN      |
| 2016 | Guardian: The Lonely and Great God | Kim Sin                                                    | tvN      |
| 2021 | Nyerd meg az életed                | toborzó, cameo                                             | Netflix  |
| 2021 | A nyugalom tengere                 | Han Jundzse (Han Yun-jae)                                  | Netflix  |

### Házigazdaként
| Év                                   | Cím                                                                             | Szerep      | Epizódok                | Csatorna | Hiv.   |
| ------------------------------------ | ------------------------------------------------------------------------------- | ----------- | ----------------------- | -------- | ------ |
| 2004                                 | Music Camp                                                                      | műsorvezető | 2004.01.10 – 2004.07.03 | MBC      | [ 26 ] |
| 2008–2009 (katonai szolgálata alatt) | Csangbjonggajo peszuthu (장병가요 베스트, Jangbyeonggayo beseuteu) (Best Music) | műsorvezető | 155–186                 | KFN      | [ 27 ] |
| 2008–2009 (katonai szolgálata alatt) | Kong Ju-ga kidarinun 20si (공유가 기다리는 20시, Gong Yoo-ga gidarineun 20si)   | DJ          | 371                     | KFN      | [ 3 ]  |

## Díjai és elismerései
- 2003 SBS Drama Awards: Új sztár[28]
- 2006 MBC Drama Awards: Különdíj, színész minisorzatban[29]
- 2007 Mnet 20's Choice Awards: Legjobb stílus[30]
- 2007 MBC Drama Awards: Kiválóság-díj, színész[31]
- 2011 Blue Dragon Film Awards: népszerűségi díj[32]
- 2017 Paeksang Arts Awards: legjobb színész (televízió)[33]